# Abdoulaye Wade

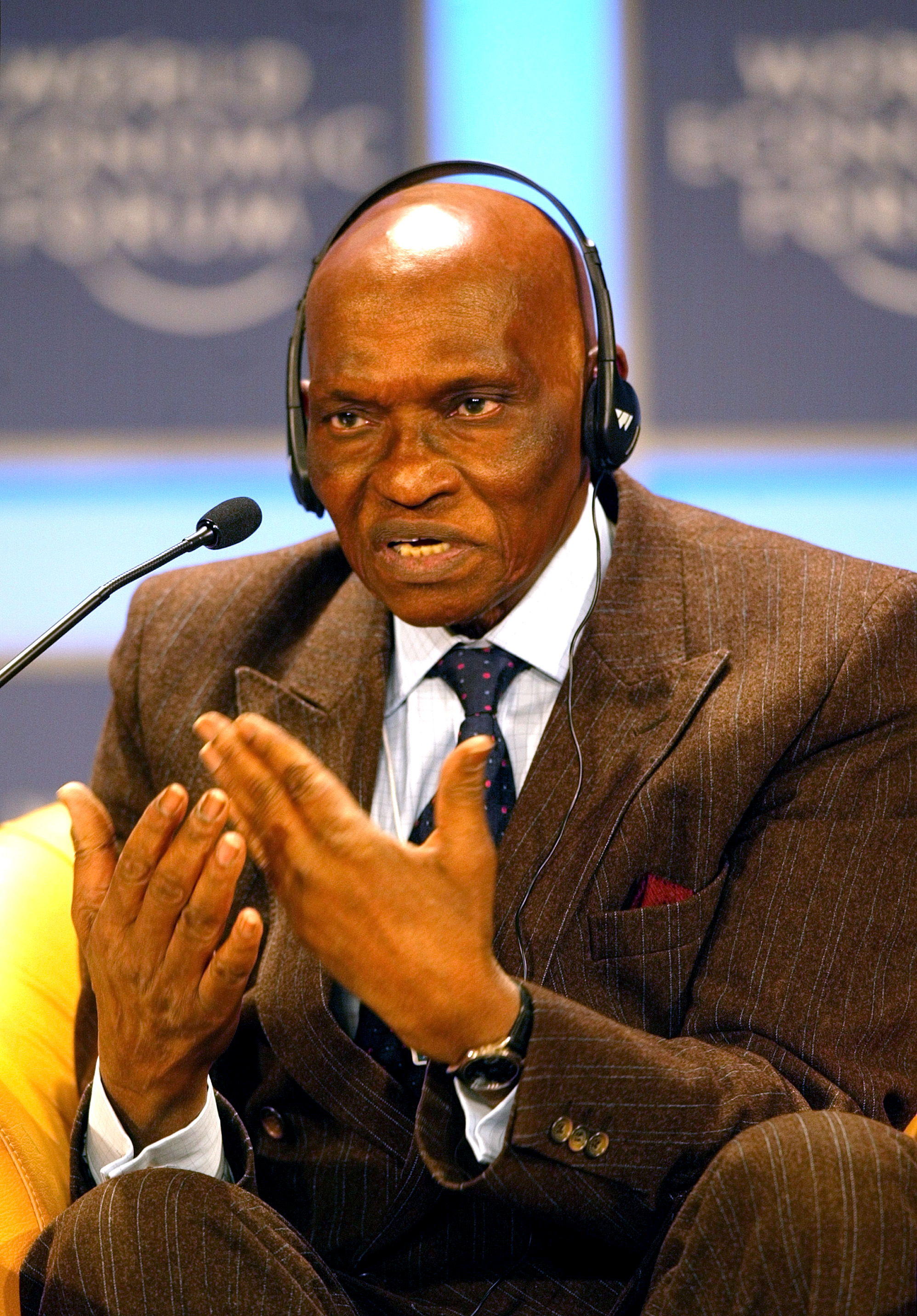
Abdoulaye Wade, 2002.

Abdoulaye Wade, född 29 maj 1926 i Kébémer, Senegal, var Senegals president mellan 2000 och 2012. Han är partiledare för Senegals liberala parti. Under många år ledde han oppositionen mot förutvarande presidenter, och gick därför i exil samt hölls fången i Besançonfängelset för sin politiska aktivism.
Abdoulaye Wade har studerat vid Lycée Condorcet, Paris, och har två doktorsgrader, i juridik och i ekonomi. Första gången Abdoulaye Wade ställde upp i presidentval var 1978 mot Senegals förste president Léopold Sédar Senghor, och han fick då drygt 17% av rösterna. Under de följande valen 1983, 1988, och 1993 fortsatte han att ta andraplatsen, efter Senghors efterträdare Abdou Diouf. I februari 2000 hamnade han än en gång tvåa, men Diouf fick ingen majoritet, varför ett andra val hölls i mars, där Wade fick 58,49% av rösterna. Han tillträdde som president 1 april 2000. 
Enligt en författningsändring 2001 är mandatperioden numera femårig och Wade omvaldes den 25 februari 2007 för en ny mandatperiod. I valet 2012 besegrades han av Macky Sall i den andra omgången av omröstningen som hölls den 25 mars. Han fick flest röster i valets första omgång, men de andra oppositionskandidaterna gav därefter sitt stöd till Sall, som därigenom vann i andra omgången.
2005 tilldelades han Félix Houphouët-Boigny Peace Prize av Unesco.